# Liste des épisodes de Chica vampiro
Cet article présente la liste des épisodes de la telenovela colombienne Chica vampiro diffusée du 14 mai 2013 au 5 novembre 2013 sur RCN Televisión.

## Épisodes
1. Vampire malgré elle (Daisy, La Chica vampiro)
2. Le pouvoir de Daisy (El Poder de Daisy)
3. Être ou ne pas être Vampire (El Ayuno de Daisy)
4. La grande fête des Vampires (Daisy y el Festival Vampiro)
5. Daisy et l'horoscope vampire (Daisy y el Horóscopo Vampiro)
6. Daisy sort avec... un mortel (Daisy de Novia con un Mortal)
7. Personne ne veut croire Daisy (Pobre Daisy Nadie le Cree)
8. Punie chez les vampires (Daisy y el Castigo de los Vampiros)
9. Daisy entre deux mondes (Daisy Entre Dos Mundos)
10. Daisy aime en secret (Daisy Ama en Secreto)
11. Daisy fait de la magie (Daisy Hace Magia)
12. Daisy, vampire en Garde à Vue (Daisy Vampiro en Custodia)
13. Daisy fait du camping (Daisy De Campamento)
14. Crise de vampirite aiguë (Daisy y la Vampiritis)
15. Daisy et Max : un amour du passé (Daisy y Max Un Amor del Pasado?)
16. Daisy, que c'est bon d'être chez soi (Daisy Hogar Dulce Hogar)
17. Conquérir Daisy (Ellos Compiten por Daisy)
18. Daisy, la mal-aimée (Ellos No Quieren a Daisy)
19. Daisy, une sorcière ? (¿Daisy Bruja?)
20. Mariage vampire (Daisy En El Más Allá)
21. Daisy et la fin d'un secret (Daisy y el Fin de un Secreto)
22. Les vampi-copines (Daisy y Marilyn ¿VampiAmigas?)
23. Daisy sur une pente dangereuse (Daisy Por el Mal Camino)
24. Daisy, un vampire en danger (Daisy Una Vampiro en Peligro)
25. Chasseurs de Vampires (La Gran Daisy...Cazada)
26. Daisy sur le banc des accusés (Daisy ¿Culpable o Inocente?)
27. La machine de l'oubli (Daisy y la Maquina del Olvido)
28. L'heure de vérité (Daisy y Max Sin Secretos)
29. Où est Max ? (¿Donde Está Max?)
30. Daisy à la rescousse (Daisy Al Rescate)
31. Daisy et ses vampires (Daisy y sus Vampiros)
32. Daisy, prise au piège (Daisy Atrapada Sin Salida)
33. Daisy veut être reine (Daisy Quiere Ser Reina)
34. La révolution de Daisy (Daisy Revolucionaria)
35. Les vampires préfèrent les mortels (Las Vampiras los Prefieren Mortales)
36. Max, l'être de lumière (Daisy, Marilyn y El Nuevo Max: Un Ser de Luz)
37. La nouvelle rivale de Daisy (La Nueva Rival de Daisy)
38. Au secours, on a volé le sérum ! (Daisy En La Ruina)
39. La grande bataille des mamans (Daisy Intercambia Mamá con Max)
40. Les deux familles de Daisy (Las Dos Familias de Daisy)
41. Mission : garder ses voisins (Daisy y un Plan: No a los Vecinos)
42. Daisy et Max, amour à distance (Daisy y Max, Amor a Distancia)
43. Daisy et la maison des zombies (Daisy y... la Casa del Terror)
44. Ils veulent être célèbres et rester avec Daisy (Ellos Quieren ser Famosos y Quedarse con Daisy)
45. Daisy et Pierre le vampire français (Daisy y Pierre el Vampiro Francés)
46. Le Wendy no 5 (Daisy en Busca del Wendy no 5)
47. Daisy a peur : Max est-il devenu Vampire ? (Daisy Teme: Max Vampiro)
48. Vampire par amour pour Daisy (Vampiro por Amor a Daisy)
49. Daisy, l'éclipse et Max (Daisy, el Eclipse y Max)
50. Daisy et les chocolats magiques (Daisy y los Dulces Mágicos)
51. Daisy veut vivre dans le monde vampire (Daisy + Mundo Vampiro + Tia Carmela = Nueva Vida)
52. Daisy, la Japonaise (Daisy Japonesa)
53. Daisy chez Dracula (Daisy y Drácula: La Vampi Convivencia)
54. Daisy à l'italienne (Daisy a la Italiana)
55. Daisy devient coiffeuse (Daisy Peluquera)
56. Daisy et ses deux papas (Daisy y sus Dos Papás)
57. Le voyage en Argentine (Daisy y Max en Argentina)
58. Daisy la vampi-policière (Daisy VampiPolicía)
59. Daisy doit protéger sa famille (Daisy Contra el Caza Vampiros)
60. La nuit de Gala de Familles (Daisy y la Noche de Gala en Familia)
61. Une drôle de leçon d'histoire (Daisy Viaja en la Historia)
62. Daisy et l'anniversaire de Vincent (Daisy y el Cumpleaños de Vicente)
63. Le tournoi interfamilial (Daisy en el "Family Sport Day")
64. Daisy sur l'île d'Avasia (Daisy en el África)
65. Daisy vit avec l'ennemi (Daisy Durmiendo con el Enemigo)
66. Daisy et Max le catcheur (Daisy y el Max luchador)
67. Daisy et le nouveau proviseur (Daisy y el Nuevo Director)
68. Daisy paparazzi (Daisy Paparazzi)
69. Daisy en haut de l'affiche (Daisy en la Pantalla Grande)
70. Sauvons nos maisons (Daisy y la Demolición)
71. Daisy Capulet et Max Montaigu (Daisy Capuleto y Max Montesco)
72. Daisy, une star ? (Daisy Estrella?)
73. Vampires vers le futur (Daisy una Vampira del Futuro)
74. Daisy et le jour d'Halloween (Daisy y el Día de Halloween)
75. Daisy et le Nouveau Vampire (Daisy y el Nuevo Vampiro)
76. Daisy, une belle-sœur exemplaire (Daisy Una Cuñada Ejemplar)
77. Daisy... triomphe à New York (Daisy Triunfa en Nueva York)
78. Daisy et le rock & roll(Daisy y el Rock and Roll)
79. Daisy, mensonges et vidéo (Daisy, Mentiras y Video)
80. La semaine de l'écologie (Daisy y Cia en... Misión Imposible)
81. Daisy à la fête des ex-petites amies vampires (Daisy en el Día de las Vampiras)
82. Daisy, Mirco et Vampi-man (Daisy, Mirco y... Vampiman)
83. Daisy et les cœurs brisés (Daisy y los Corazones Rotos)
84. Daisy, une artiste en herbe (Daisy en el Día del Arte)
85. La Nuit des Canines (Daisy y la Noche del Colmillo)
86. Daisy perd la mémoire (Daisy Pierde la Memoria)
87. Daisy contre l'ange Marilyn (Daisy Versus Marilyn, El Ángel Rubio)
88. Daisy et l'incroyable Max (Daisy y el Increíble Max)
89. Le Clip Interdit (Daisy y el Clip Prohibido)
90. Daisy et la Grande Finale (Daisy y la Gran Final)
91. Marilyn à la chasse aux vampires et... Good Bye Daisy (Marilyn la Caza Vampiros y... Goodbye Daisy)
92. Avis de tempête ! (Daisy y la Tormenta Vampira)
93. Daisy et les anniversaires de Max et Mirco (Daisy y los Cumpleaños de Max y Mirco)
94. Daisy, Vincent et la célébrité (Daisy, Vicente y la Fama)
95. Daisy mord pour la première fois (Daisy Muerde por Primera Vez)
96. Daisy, accro au shopping (Daisy Adicta a las Compras)
97. Le mariage de Dracula (El Matrimonio de Drácula)
98. Daisy et le nouveau vampire (Daisy y el Nuevo Vampiro)
99. Daisy et les Vampi-Drôles-de-Dames (Daisy y los VampiAngeles de Charlie)
100. Daisy et la fête de l'indépendance vampire (Daisy y el Día de la Independencia Vampira)
101. Changement de vie (Cambio de Vidas)
102. Max, mon vampire bien-aimé (Max el Vampiro de Daisy)
103. Max chez les vampires (Max en el Mundo Vampiro)
104. Un héritage inespéré (Una Herencia Inesperada)
105. La nouvelle qui sépare Max et Daisy (¿Primos?)
106. Les femmes contre les hommes (Mujeres Versus Hombres)
107. Daisy entre les griffes de la mafia (Daisy y el Capo de la Mafia)
108. Le mariage de Daisy (El Casamiento de Daisy)
109. Daisy et le nuage toxique (Daisy y la Nube Tóxica)
110. Daisy et son clone (La Doble de Daisy)
111. Daisy contre Daisy (Daisy Versus Daisy)
112. Daisy et le vampire-fantôme (La Vampira es un Fantasma)
113. Un vampire au grand jour (Una Vampira Sale a la Luz)
114. Les funérailles de Dracula (El Entierro de Drácula)
115. Daisy ne peut pas pleurer (Daisy No Puede Llorar)
116. Daisy, la nouvelle vampi-héroïne (Daisy la Nueva VampiHéroe)
117. 400 ans et toutes ses dents (Un Deseo de Cumpleaños)
118. La fin selon Catalina (Catalina Decide el Final)
119. Coup de chaud pour les vampires (Los Vampiros y la Ola de Calor)
120. La fin des vampires (El Fin de los Vampiros)